# Cabela's Big Game Hunter
Cabela's Big Game Hunter es una serie de videojuegos de caza publicada por HeadGames Publishing, Inc y Activision de 1998 a 2014, que lleva el nombre del minorista Cabela's.